# Kanton Chalon-sur-Saône-1
 Chalon-sur-Saône-1 is een kanton van het Franse departement Saône-et-Loire. Het kanton maakt deel uit van het arrondissement  Chalon-sur-Saône.  

Het telt 19.661  inwoners in 2018.

Het kanton werd gevormd ingevolge het decreet van 18  februari 2014 met uitwerking op 22 maart 2015.

## Gemeenten
Het kanton Chalon-sur-Saône-1omvatte bij zijn oprichting een deel van Chalon-sur-Saône en 6 volledige  gemeenten.

Op 1 januari 2016 werden de gemeenten Fragnes en La Loyère samengevoegd tot de fusiegemeente (commune nouvelle) Fragnes-La Loyère.

Sindsdien omvat het kanton volgende gemeenten: 
- Chalon-sur-Saône (hoofdplaats) (noordelijk deel)
- Champforgeuil
- Crissey
- Farges-lès-Chalon
- Fragnes-La Loyère
- Virey-le-Grand